# Jane Griffin

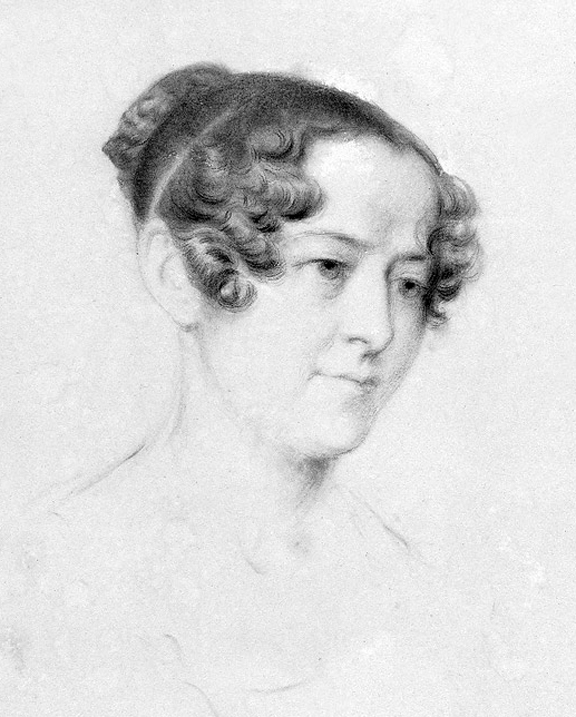
Jane Griffins (1838)

Jane Griffin, Lady Franklin (* 4. Dezember 1791 in London; † 18. Juli 1875 ebenda) war eine britische Abenteurerin des viktorianischen Zeitalters und wurde bekannt als die Ehegattin des Polarforschers Sir John Franklin, dessen Franklin-Expedition in der kanadischen Arktis auf der Suche nach der legendären Nordwestpassage verschwand.

## Leben
Jane war eine von drei Töchtern von John Griffin und Mary Guillemard.

### Zeit in Tasmanien
Sie heiratete Franklin nach seiner Rückkehr von seiner zweiten Arktisexpedition 1828, der seit dem Tod seiner ersten Frau Eleanor Anne Porden kurz nach seinem Aufbruch im Jahre 1825 Witwer war. Als Gattin eines Knights führte sie fortan den Titel Lady Franklin. Jane begleitete ihren Gatten 1837 bei seiner Entsendung als Gouverneur von Van-Diemen’s-Land, dem sie den heutigen Namen Tasmanien gab. Lady Franklin unternahm mehrere Überlandwanderungen quer über den australischen Kontinent und Tasmanien, im Jahre 1839 zwischen Port Phillip und Sydney, und 1841/1842 von Hobart nach Macquarie Harbour. Lady Franklin korrespondierte in dieser Zeit intensiv mit Elizabeth Fry und gründete 1843 die „Tasmanian Society for the Reformation of Female Prisoners“, um die Lebensbedingungen weiblicher Strafgefangener auf Tasmanien zu reformieren. Franklin wurde im Jahre 1843 aufgrund einer akuten Wirtschaftskrise der Provinz und seines unbeliebten Reformvorhabens bezüglich der dortigen Strafkolonie seines Gouverneurspostens enthoben, und so kehrten beide 1844 nach England zurück.

### Suchexpeditionen
Im Mai 1845 brach John Franklin zu einer Expedition auf, die endgültig Klarheit über die Nordwestpassage bringen sollte. Nach zwei Jahren, in denen jegliche Nachricht von seinen Schiffen ausgeblieben war, drängte Lady Franklin zusammen mit dem Polarforscher John Ross, der Franklin persönlich versprochen hatte, nach drei Jahren ohne Nachricht nach ihm zu suchen, die Admiralität, Suchtrupps zu entsenden. Dies kam für die Admiralität mehr oder weniger überraschend – schließlich war Franklins Expedition die bisher technisch am besten ausgerüstete des Jahrhunderts gewesen, und frühere Expeditionen hatten mit weitaus primitiveren Mitteln über vier Winter ohne größere Verluste im Eis verbracht. Daher gab es zu diesem Zeitpunkt keinen Rettungsplan. Doch da auch die öffentliche Meinung großen Anteil am Schicksal der Männer nahm und Klärung forderte, wurden 1848 erste Suchexpeditionen ausgesandt, was sich schnell zur bis dato größten Suchaktion der Geschichte ausdehnte.
Auch Lady Franklin beteiligte sich mit ihrem Privatvermögen an diesen Aktionen und erhöhte unter anderem die Belohnung für die Rettung oder Aufklärung des Schicksals der Männer um 10.000 Pfund Sterling (nach heutigem Geldwert eine gute Million Euro). In die Finanzierung von insgesamt fünf Rettungsexpeditionen steckte sie fast ihr gesamtes Vermögen. Sie unterstützte die Fahrten des Schoners Prince Albert unter den Kapitänen Charles Forsyth (1850) und William Kennedy (1851) sowie des Dampfboots Isabel unter Kapitän Edward Inglefield (1852). Diese Expeditionen blieben, wie auch die weitaus umfangreicheren Unternehmungen der Royal Navy, weitestgehend erfolglos hinsichtlich der Klärung des Schicksals Franklins. Lady Franklin sammelte in diesen Jahren alles an erdenklichen Informationen zur Arktis und lag richtig mit ihrer Vermutung, dass Franklin sein Glück wohl weiter südlich bei der Victoria-Insel versucht habe.
Im Jahre 1854, neun Jahre nach dem Auslaufen der Schiffe Franklins, erklärte die Royal Navy Franklin und seine Männer angesichts der gewaltigen Verluste der Suchtrupps an Männern und Material sowie des sich währenddessen ausweitenden Krimkrieges offiziell für tot und weigerte sich, weitere Expeditionen zu entsenden. Zudem trafen in diesem Jahr über den schottischen Forscher John Rae äußerst beunruhigende Berichte ein, die auf den Aussagen der Inuit basierten und nahelegten, Franklins Männer seien allesamt in der Gegend der King-William-Insel beim Versuch, auf dem Landweg in Sicherheit zu gelangen, umgekommen und hätten dabei wohl auch von dem zu damaliger Zeit völlig unvorstellbaren „letzten Mittel“, dem Kannibalismus, Gebrauch gemacht.
Lady Franklin weigerte sich, diesen Bericht anzuerkennen, und kritisierte in der folgenden Zeit Rae in öffentlichen Diskussionen in Zeitungen und Magazinen aufs Schärfste, wobei sie auch von der öffentlichen Meinung ihrer Zeit große Unterstützung fand, unter anderem durch Charles Dickens, der in seiner eigenen Zeitung Household Words sowie The Times und The Illustrated London News Stellung gegen Raes Thesen nahm. Ihren Aussagen zufolge fühlte sie immer noch Hoffnung, ihren Gatten lebendig wiedersehen zu können. Die noch jungen Massenmedien nahmen sich des Themas verstärkt an, und so war die Anteilnahme am traurigen Schicksal des heldenhaften Lord Franklin und seiner treuen Gattin sehr groß.
Schließlich hatte Lady Franklin 1857 mit Hilfe von Spenden genug Geld zusammen, um eine weitere Expedition finanzieren zu können. Francis Leopold McClintock, der bereits an den ersten Expeditionen der Navy als Offizier teilgenommen hatte, lief am 2. Juli mit der kleinen Dampfyacht Fox in See und fand schließlich 1859 in der von John Rae beschriebenen Gegend um die King-William-Insel die erschütternden Überreste der Expedition, inklusive eines in einem Steinhaufen deponierten Schreibens, das besagte, dass Lord Franklin bereits am 11. Juni 1847 verstorben sei.
Nachdem also klar geworden war, dass ihr Gatte bereits so lange verstorben war, widmete sich Lady Franklin nun wieder ihrer Leidenschaft fürs Reisen. Sie wurde vielerorts mit überwältigenden Sympathiebekundungen empfangen und bereiste unter anderem Nordamerika, Indien und Japan. In ihren letzten Jahren widmete sie sich weiterhin der Aufklärung des Schicksals der unglücklichen Franklin-Expedition sowie dem Andenken an ihren Mann. So wurde schließlich zwei Wochen nach ihrem Tode in der Westminster Abbey eine große, von ihr finanzierte Gedenktafel enthüllt.
Die Suchexpeditionen zur Klärung des Schicksals Franklins haben rückblickend einen enormen Beitrag zur Erforschung der Arktis geleistet.

## Auszeichnungen
Die Royal Geographical Society zeichnete Lady Franklin 1860 als erste Frau mit der Founder’s Gold Medal aus. Nach ihr wurde außerdem die Lady Franklin Bay, Teil der Nares-Straße in Nunavut, Kanada benannt. Ihr Beispiel als treue, sich in Würde um ihren heldenhaften Gatten sorgende Ehefrau inspirierte eine Anzahl von zeitgenössischen Liedern und Gedichten.